# Grüngürtel (Straße)

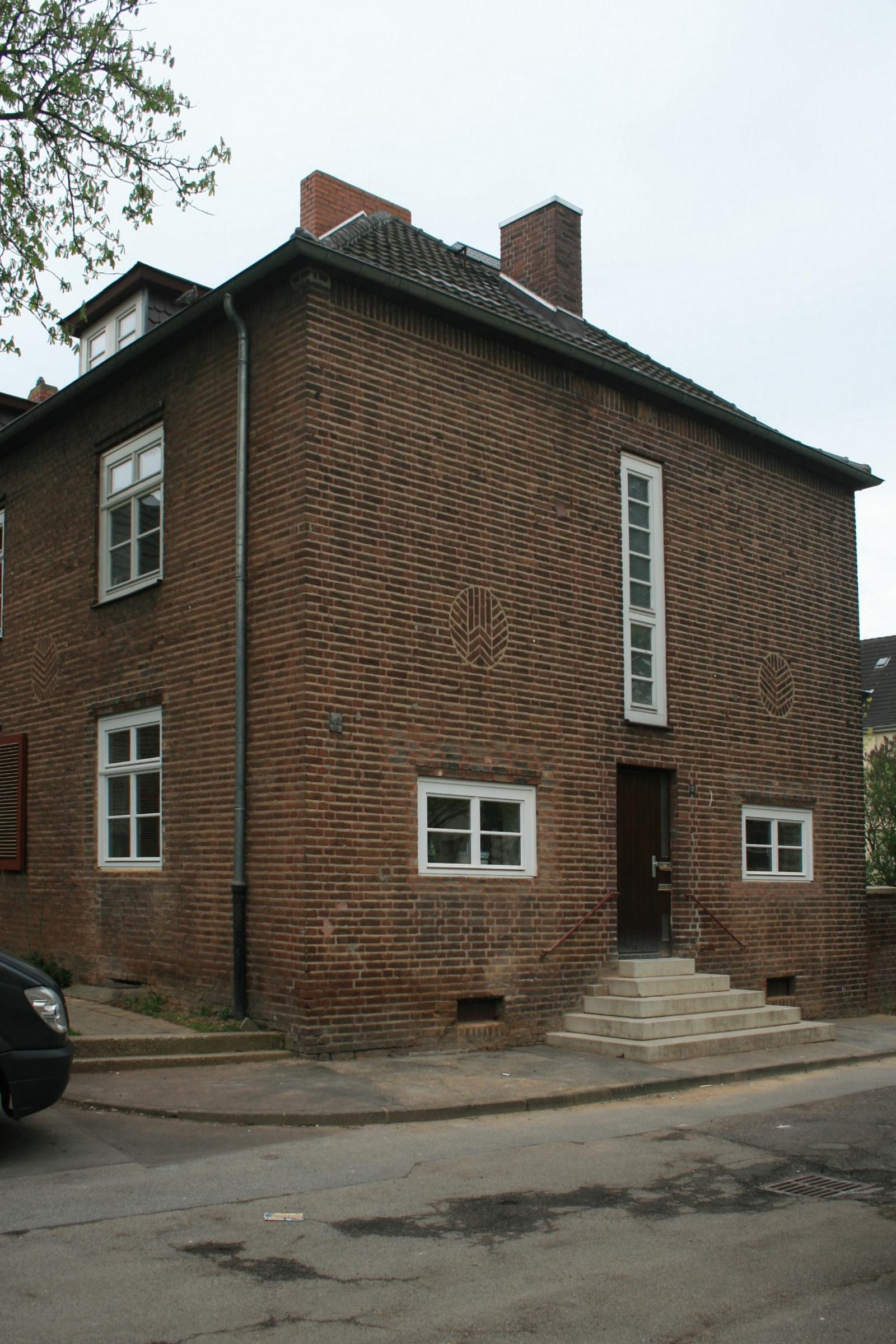
Das Haus Grüngürtel 2

Der Grüngürtel in der Kreisstadt Düren (Nordrhein-Westfalen) ist eine Innerortsstraße im gleichnamigen Siedlungsbereich Grüngürtel.

## Lage
Die Straße verläuft als Rechteck durch die Siedlung, beginnend und endend an der Scharnhorststraße. Eine Sackgasse führt gegenüberliegend zur Schoellerstraße.

## Angrenzende Bauten
An der Straße Grüngürtel liegen viele denkmalgeschützte Gebäude:
- die Häusergruppe Grüngürtel 12 bis 20 und 2 bis 10,
- das Haus Grüngürtel 21,
- die Antonius-Kirche.

## Geschichte
Nach dem Ersten Weltkrieg mussten wegen der Wohnungsnot neue Baugebiete erschlossen werden. So wurde der Grüngürtel am 10. Mai 1921 genehmigt. Eine der darin verlaufenden Straßen erhielt den Namen des Baugebietes Grüngürtel.